# Русский современник
Русский современник — литературно-художественный журнал. Выходил в Ленинграде весной-зимой 1924 г. Издавался в частном издательстве Н. И. Марагам, ответственным редактором являлся А. Н. Тихонов.

## Описание

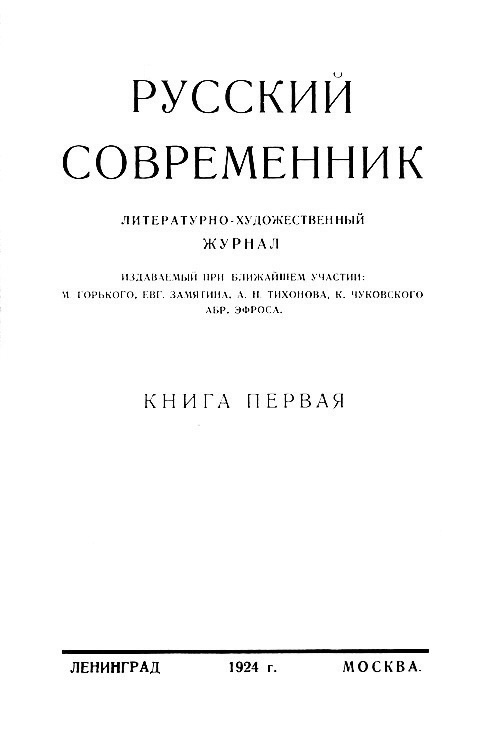
Титульный лист № 1 журнала Русский современник, 1924

На титульном листе первой книги журнала было написано: Литературно-художественный журнал, издаваемый при ближайшем участии: М. Горького, Евг. Замятина, А. Н. Тихонова, К. Чуковского, Абр. Эфроса.
Всего вышло 4 книги. Основной состав литературных сотрудников — Е. Замятин, Б. Пильняк, А. Н. Толстой, А. Ахматова, Ф. Сологуб, О. Мандельштам, Н. Клюев, С. Парнок. К участию в журнале привлекались молодые советские писатели и поэты: Л. Леонов, В. Каверин, К. Федин, Н. Асеев, Н. Тихонов и др.
В поэзии и прозе ощущалось тяготение основных писателей журнала к вечным темам — любви и смерти. Современная действительность получала гротескное, шаржированное изображение (Е. Замятин: «Рассказ о самом главном», «Как был исцелен инок Еразм» и др., А. Н. Толстой: «Ибикус», Н. Клюев: «Песни на крови»). Совсем не революционными были стихи А. Ахматовой, С. Парнок]] и других.
В отделе критики участвовали В. Шкловский, Ю. Тынянов, Б. Эйхенбаум. Сатирически-полемическая «Тетрадь примечаний и мыслей Онуфрия Зуева» Е. Замятина составляла последний раздел журнала и дополняла собой критическое отношение к современности.
Журнал помещал статьи, обзоры о театре (А. Эфрос, А. Смирнов), о выставках АХРР и «Мира искусства» (Н. Пунин, А. Бенуа), о музыке (Е. Браудо, А. Авраамов), о кино (В. Шкловский). Много места уделялось публикациям архивных материалов (Л. Толстой, Ф. Тютчев, Ф. Достоевский, А. Чехов, А. Блок и другие). Обширен и разнообразен был отдел библиографии.
В журнале были напечатаны воспоминания М. Горького о В. И. Ленине и «Народ на войне» С. Федорченко.
После ареста главного редактора А. Н. Тихонова 28 января 1925 года, несмотря на его освобождение в результате письма от 12 февраля 1925 года в ОГПУ его жены Александры Нейтрауб, выпуск журнала не возобновлялся.